# Abadia (Leiria)
Abadia era, em 1747, um lugar da freguesia de Nossa Senhora da Gaiola, do Lugar de Cortes, termo de Leiria. No secular estava subordinada à Comarca de Leiria, e no eclesiástico ao Bispado da mesma cidade, pertencendo à Província da Estremadura. Contava então com dezanove vizinhos.